# هانس یورگن فون بلومنتال
هانس یورگن گراف فون بلومنتال (به آلمانی: Hans-Jürgen Graf von Blumenthal)‏ سرگرد ارتش آلمان و اشراف‌زادهٔ آلمانی در جنگ جهانی دوم بود که به‌خاطر عضویتش در گروه مقاومت آلمان و شرکت در کودتای ۲۰ ژوئیه ۱۹۴۴ که به منظور قتل هیتلر بود. به وسیلهٔ نازی‌ها اعدام شد.